# Carlos Guevara
Carlos Guevara is een voormalig Mexicaans voetballer die als middenvelder speelde. 
Guevara speelde voor Asturias FC en 
Mexico op het Wereldkampioenschap voetbal 1950 in Brazilië. 